# Військово-облікова спеціальність

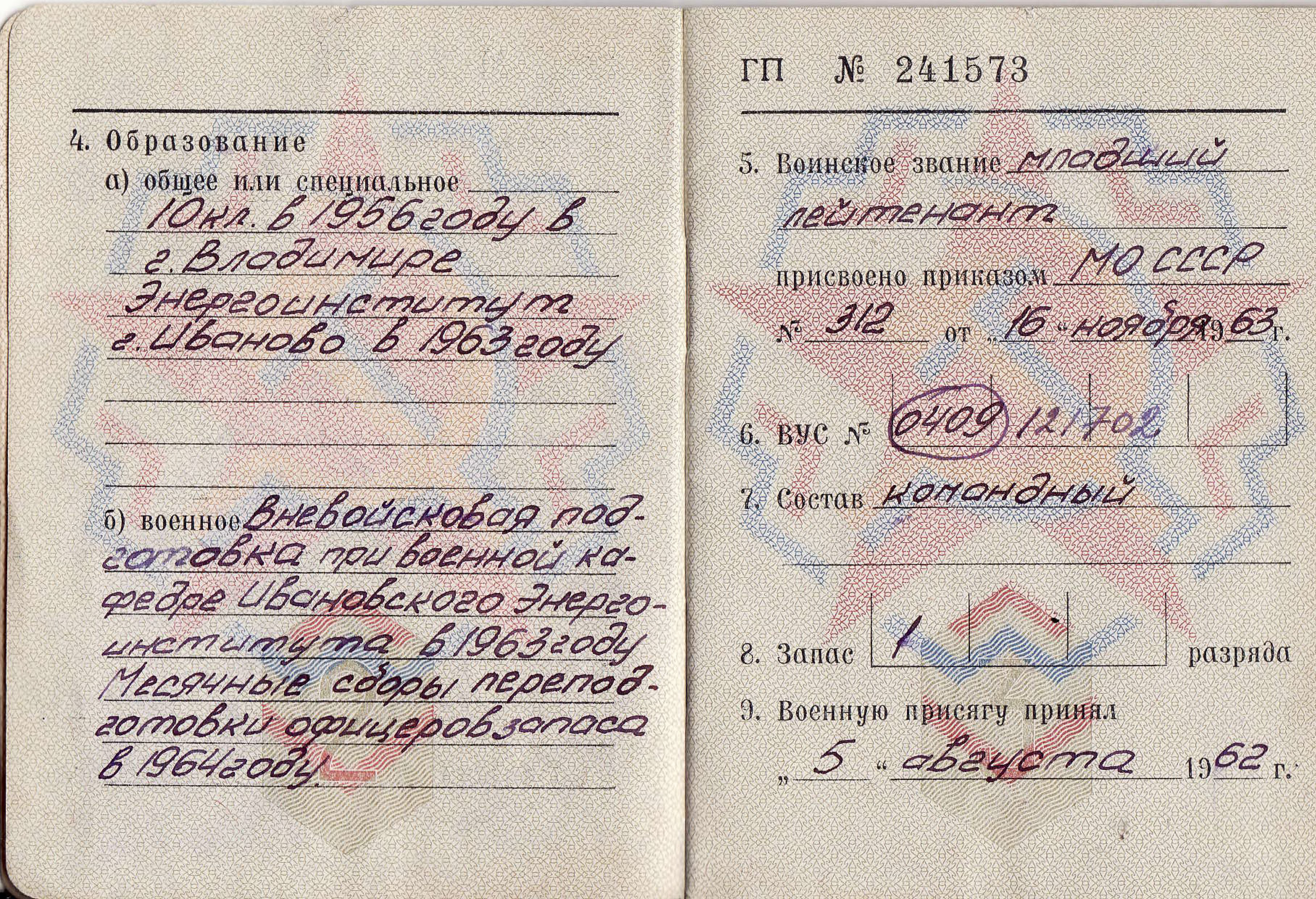
Запис у військовому квитку військовослужбовця запасу СРСР про присвоєння військово-облікової спеціальності (ВОС) ВУС.

Військово-облікова спеціальність, скорочено ВОС — військова спеціальність військовослужбовця й військовозобов'язаного для його обліку та використання у військовій справі, вказівка на військову та облікову спеціальність особи, яка перебуває в запасі або у відставці, військовослужбовця Збройних Сил та інших військ, спецвійськ (спецслужб) і формувань.
Інформація про ВОС заноситься в військовий квиток або довідку замість військового квитка. ВОСи поділяються на групи,  позначення ВОС рядового, сержантського і старшинського складу в СРСР, в деяких країнах СНД тощо зазвичай являє собою шестизначне число й часто має літеру (наприклад, 113259А). Перші три цифри позначають номер військово-облікової спеціальності, наступні три цифри — код військової посади, потім літерою вказуються особливі ознаки військової служби.

## Переліки ВОС

### Розшифрування ВОС
Перші цифри в коді ВОС  осіб рядового, сержантського і старшинського складу позначають військову професію:
- 100 — стрілець;
- 101 — кулеметник;
- 103 — гранатометник
- 106 — військова розвідка;
- 110 — снайпер (розвідувально-сигнальних комплексів[3]);
- 837 — автомобілів
- 998 — придатний для служби в армії, але її не проходив;
- 999 — обмежено придатний до служби в армії, але не має вишколу.

Другі три цифри це код посади в армії:
- 000 — без будь-якої посади;
- 001 — фахівець з акумуляторів;
- 037 — водій;
- 182 — командир відділення;
- 259 — механік-водій;
- 662 — сапер;
- 673 — старший авіаційний механік (літальних апаратів, крилатих та протичовнових ракет);
- 974 — головний сержант (роти, батареї та їм рівних).

Також цифрову комбінацію можуть доповнювати літери (особлива ознака служби):
- А — для всіх видів Збройних Сил України, родів військ і служб, для яких не визначені особливі вимоги щодо проходження військової служби;
- Б — для спеціалістів з ракетної зброї;
- Г — для Служби безпеки України;
- Д — для високомобільних десантних військ — ПДВ;
- Е — для льотного складу (авіація);
- К — для плавскладу надводних човнів;
- І — для плавскладу підводних човнів;
- С — для Державної служби України з надзвичайних ситуацій і рятівники;
- М — морські піхотинці;
- Н — для берегових ракетно-артилерійських військових частин;
- П — внутрішні війська, для Національної гвардії України;
- Р — Державної прикордонної служби України ;
- Т — військовий будівельник; для Державної спеціальної служби транспорту Міністерства оборони України;
- У — для військових формувань, утворених відповідно до законів України;
- Ф — для військових частин спеціального призначення;
- Х — для гірських військових частин і підрозділів;
- Ч — для Управління державної охорони України[4].

### Україна
В Україні перелік посад, що підлягають заміщенню вищим офіцерським складом, затверджується Президентом України, а посад інших військовослужбовців — Міністерством оборони України. 
Військово-облікові спеціальності визначаються окремо для осіб офіцерського складу, і окремо — для осіб рядового, сержантського і старшинського складу.
Відповідні Списки введені:
1. Наказом Міністерства оборони України від 27.05.2014 № 337 (у редакції наказу Міністерства оборони України від 12.03.2018 № 111) "Про затвердження тимчасових переліків військово-облікових спеціальностей і штатних посад рядового, сержантського і старшинського складу та військовослужбовців-жінок і тарифних переліків посад вищезазначених військовослужбовців"[3]
2. Наказом Міністерства оборони України № 60 від 12.12.2013 (Перелік відповідності військово-облікових спеціальностей осіб офіцерського складу спеціальностями та спеціалізаціям підготовки військових фахівців тактичного рівня)
3. Наказом Міністерства оборони України № 860 від 12.12.2013 «Про затвердження Переліку відповідності військово-облікових спеціальностей осіб офіцерського складу спеціальностям та спеціалізаціям підготовки військових фахівців тактичного рівня та Переліку відповідності військово-облікових спеціальностей осіб офіцерського складу спеціальностям та спеціалізаціям підготовки військових фахівців оперативно-тактичного рівня» (Втратив чинність на підставі Наказу Міністерства оборони № 158 від 24.03.2016) [5].
4. Наказом Міністерства внутрішніх справ України № 234 від 16.03.2017 «Про затвердження переліків військово-облікових спеціальностей і штатних посад рядового, сержантського і старшинського складу, військовослужбовців-жінок і тарифних переліків вищезазначених військовослужбовців, військових посад Національної гвардії України, які в мирний час можуть заміщатися цивільними особами (на умовах строкового трудового договору), та порядку заміщення в мирний час окремих військових посад у Національній гвардії України цивільними особами (на умовах строкового трудового договору)»[6].
5. Наказом Міністерства оборони України № 43 від 23.01.2017 «Про затвердження змін до Переліку військово-облікових спеціальностей осіб офіцерського складу, Переліку військових посад осіб офіцерського складу, які можуть бути заміщені військовослужбовцями-жінками, Переліку військово-облікових спеціальностей, за якими може бути присвоєно первинне військове звання молодшого лейтенанта запасу»[7].
6. Наказом Міністра оборони України від 03.06.2016 № 292 «Про затвердження змін до тимчасових переліків військово-облікових спеціальностей і штатних посад рядового, сержантського і старшинського складу та військовослужбовців-жінок і тарифних переліків посад вищезазначених військовослужбовців» Міноборони значно розширило перелік посад, які можуть комплектуватися жінками[8].
7. Наказом Міністерства оборони України № 303 від 01.06.2006 «Про затвердження Інструкції про порядок присвоєння класної кваліфікації військовослужбовцям Збройних Сил України»[9].

### Білорусь
Відкрито опублікована частина переліку військово-облікових спеціальностей, що відноситься до навчання громадян за програмами підготовки молодших командирів та офіцерів запасу:
Наказ Міністерства оборони Республіки Білорусь від 15.08.2011 № 23 «Про затвердження переліку військово-облікових спеціальностей для навчання громадян за програмами підготовки молодших командирів та офіцерів запасу».

### Росія
Переліки військово-облікових спеціальностей (рос. военно-учётная специальность, ВУС) в Росії затверджувалися такими постановами уряду:
- Постанова Уряду Російської Федерації від 26 червня 1993 року № 600-33 «Перелік військово-облікових спеціальностей»;
- Постанова Уряду Російської Федерації від 13 червня 1997 року № 707-35 «Про внесення змін і доповнень до Переліку військово-облікових спеціальностей»;
- Постанова Уряду Російської Федерації від 12 грудня 2007 р. № 854-43 «Про затвердження переліку військово-облікових спеціальностей»

За повідомленнями військових судів, дані постанови уряду, що містять відомості про призначення й організаційно-штатну структуру військ були відкрито оголошені та опубліковані відповідно до п. 1 ст. 5 Закону Росії «Про державну таємницю» та п. 26 «Переліку відомостей, віднесених до державної таємниці» (Указ Президента Росії від 30 листопада 1995 року № 1203).
Порядок присвоєння в Росії
Рядовим солдатам і матросам ВОС зазвичай присвоюється на підставі вже наявної освіти, або після завершення навчання в навчальній частині. Особам, які навчаються у військових вишах, ВОС присвоюється з початку навчання та по його закінченні, а на військовій кафедрі при навчальному закладі — після закінчення вишу (присвоєння офіцерського звання «лейтенант» відбувається тільки при отриманні диплому, тобто при закінченні вишу, а не військової кафедри при даному навчальному закладі).
Також законодавцем встановлено, що з 1 січня 2008 року особи, які отримали офіцерське звання на ВК при вищому навчальному закладі з відповідним ВОС, не підлягають призову та автоматично зараховуються в запас.